# Paterdecolyus dubius
Paterdecolyus dubius is een rechtvleugelig insect uit de familie Anostostomatidae. De wetenschappelijke naam van deze soort is voor het eerst geldig gepubliceerd in 1973 door Würmli.